# مادلين برانديز
مادلين برانديز (بالإنجليزية: Madeline Brandeis)‏ (18 ديسمبر 1897 - 28 يونيو 1937)؛ كاتِبة مُتخصِّصة في أدب الأطفال، سيناريست، منتجة أفلام، مونتيرة، ممثلة، مصورة، مخرجة أفلام وروائية أمريكية.

## روابط خارجية
- مادلين برانديز على موقع IMDb (الإنجليزية)